# Tudera
Tudera es una entidad local menor adscrita a Fariza, en la comarca de Sayago, provincia de Zamora y comunidad autónoma de Castilla y León (España).
Su término pertenece a la histórica y tradicional comarca de Sayago. Junto con las localidades Badilla, Cozcurrita, Fariza, Mámoles, Palazuelo de Sayago y Zafara, conforma el municipio de Fariza de Sayago.
La biodiversidad de su término ha sido protegida por la Unesco con la figura de reserva de la biosfera transfronteriza bajo la denominación de Meseta Ibérica, por la Unión Europea con la Red Natura 2000 y por la comunidad autónoma de Castilla y León con la figura de parque natural,  en estas dos últimas bajo la denominación de Arribes del Duero. La triple protección de este espacio natural busca preservar sus valores naturales, de gran valor paisajístico y faunístico, en el que destaca la presencia de aves como el buitre leonado, la cigüeña negra, el halcón peregrino, el alimoche, la chova piquirroja, el búho real, el águila real y el águila perdicera. Además, la notable conservación de este territorio le ha convertido en las últimas décadas en un punto de referencia del turismo de naturaleza.

## Toponimia y gentilicio
Etimológicamente el vocablo tudera parece ser de origen prerrománico, norteño, siendo su significado «Tuera» -trozos de madera- o «Tutele» -puesto defensivo-. En todo caso, su nombre es motivo de dos opiniones dispares, que lo relacionan, por un lado, con los pueblos repobladores del norte del reino de León atendiendo al vocablo tuera, que eran las piezas de madera con que se hacían las suelas del calzado de invierno. Y por otro lado se relaciona con el vocablo latino tutela, que define un puesto de guardia.

## Geografía física

### Ubicación
Tudera se encuentra situada en el suroeste zamorano. Dista 50 km de Zamora capital. 
Pertenece a la comarca de Sayago. Se integra dentro de la mancomunidad Sayagua y el partido judicial de Zamora.
No posee ayuntamiento propio. Se encuentra integrada dentro del término municipal de Fariza.
Está dentro del parque natural de Arribes del Duero, un espacio natural protegido de gran atractivo turístico.
| Noroeste: Badilla (5.2 km) | Norte: Argañín (2.5 km)      | Nordeste: Monumenta (4.3 km)           |
| Oeste: Fariza (5.1 km)     |                              | Este: Luelmo                           |
| Suroeste: Zafara (3.7 km)  | Sur: Muga de Sayago (3.3 km) | Sureste: Villamor de la Ladre (4.3 km) |

## Demografía
| 118                       | 78 | 79 | 67 | 62 | 54 | 49 | 45 | 44 |
| (Fuente: INE [Consultar]) |    |    |    |    |    |    |    |    |

## Historia

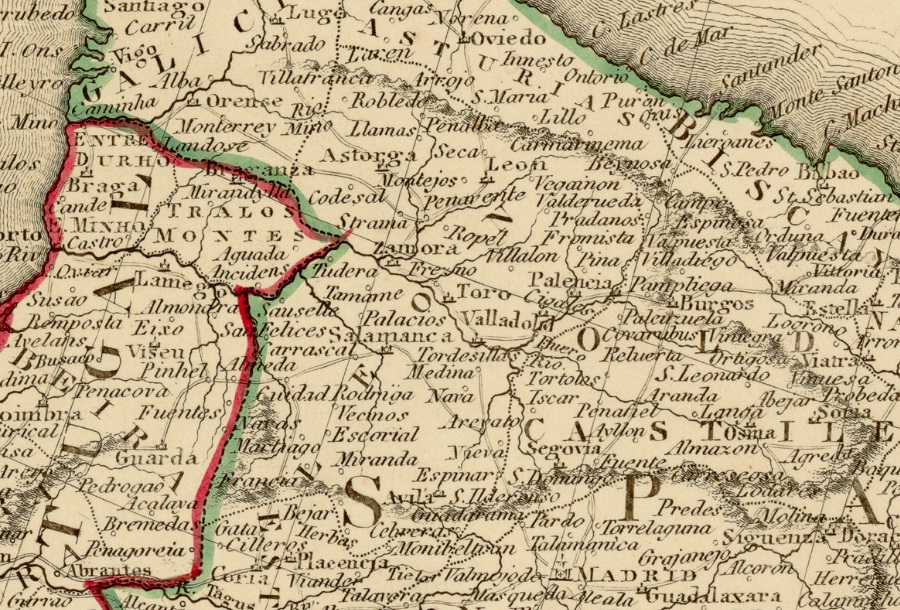
Detalle del mapa Part of Europe, publicado en 1841 por W. H. Lizars, en el que se puede observar Tudera

Los parajes de Casa de los Moros y Los Casales conservan indicios de haber servido de habitación humana. De este último lugar proceden las dos estelas romanas que se conservan en el pueblo. Asimismo, romano es el puente de la iglesia, dentro del casco urbano.
En la Edad Media, Tudera quedó integrado en el Reino de León, época en que habría sido repoblado por sus monarcas en el contexto de las repoblaciones llevadas a cabo en Sayago, datando su primera referencia documental del siglo XIII.
Posteriormente, en la Edad Moderna, Tudera estuvo integrado en el partido de Sayago de la provincia de Zamora, tal y como reflejaba en 1773 Tomás López en Mapa de la Provincia de Zamora.
Así, al reestructurarse las provincias y crearse las actuales en 1833, la localidad se mantuvo en la provincia zamorana, dentro de la Región Leonesa, integrándose en 1834 en el partido judicial de Bermillo de Sayago, dependencia que se prolongó hasta 1983, cuando fue suprimido el mismo e integrado en el partido judicial de Zamora.
Contamos con una descripción de 1884 de Gómez Carabias, en la que se dice que “… hay solamente una parroquia coadjutorial enclavada en el Arciprestazgo de Villardiegua cuyo titular es San Pedro Apóstol… Tiene dos ermitas: una sobre una peña fuera del pueblo dedicada a los expresados Santos donde hay un cuadro de lienzo con las imágenes pintadas de los mismos y otra (ermita) … de Santa Bárbara y Santa Catalina…”. Esta última se encuentra en el centro del pueblo y tiene sobreelevado el muro testero en la cabecera para el juego de pelota.
Esta localidad tuvo independencia municipal hasta mediados del siglo XIX, desapareciendo como municipio en algún momento entre el censo de la matrícula catastral de 1842 y el censo de 1857, pasando a integrarse –junto con Cozcurrita y Mámoles– en el municipio de Fariza, tal y como después harían los otros tres pueblos: Badilla, Palazuelo y Zafara que conforman hoy en día el actual municipio.

## Patrimonio

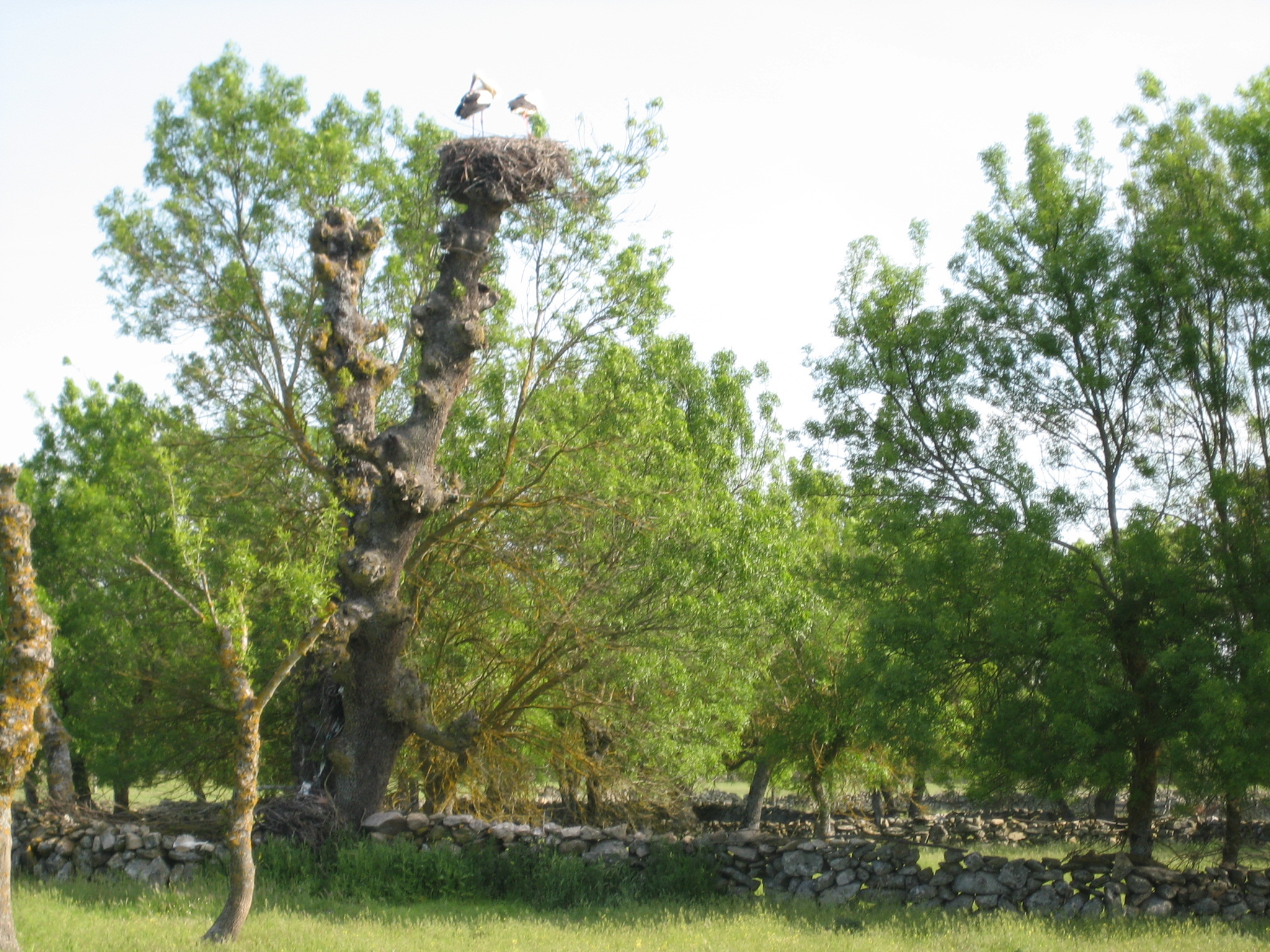
Paisaje de Tudera

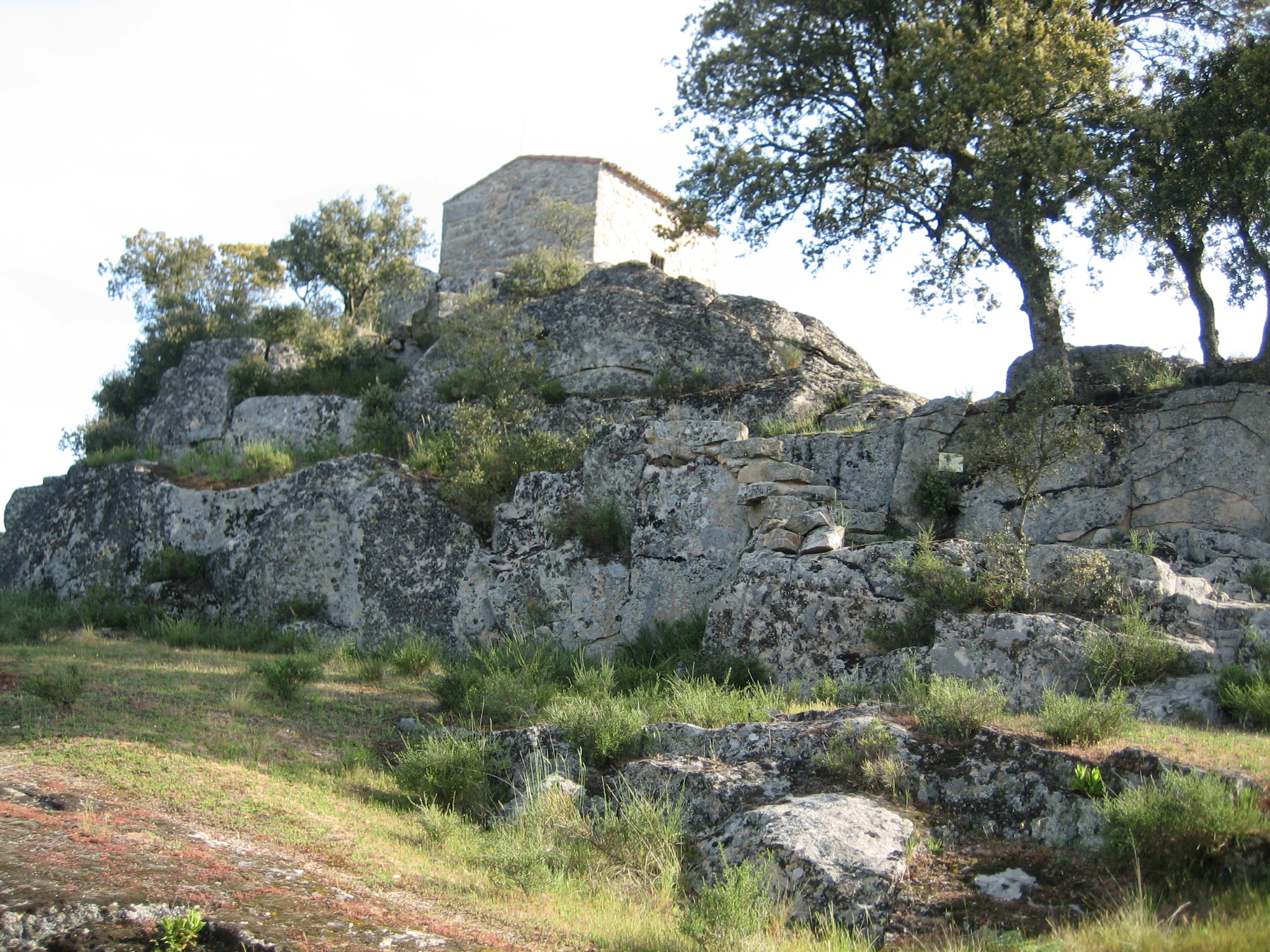
Ermita de San Cosme y San Damián

Cuenta con tres construcciones religiosas:
- La iglesia de San Pedro Apóstol, primera del pueblo y donde se celebran los principales oficios, situada a las afueras del pueblo.
- La ermita de Santa Bárbara y Santa Catalina,[15] en el núcleo urbano, está consagrada a ambas santas —la primera previene de las tormentas, y la segunda del contagio de la rabia—. En esta ermita, se celebra una misa en la fiesta del Ofertorio —en septiembre. Su pared septentrional, configurada para la ocasión, hace las veces del frontón del pueblo.
- La ermita de San Cosme y San Damián[15] —«La Torre»;, un pequeño templo construido en lo alto de un promontorio granítico, a escasos cincuenta metros de San Pedro Apóstol, y desde la que se tiene una vista completa del pueblo. En la roca sobre la que se asienta, se observan algunas "cazoletas", que podrían indicar la existencia de cultos paganos, previos a la cristianización del territorio.

Otras construcciones o lugares que constituyen un valioso patrimonio son:

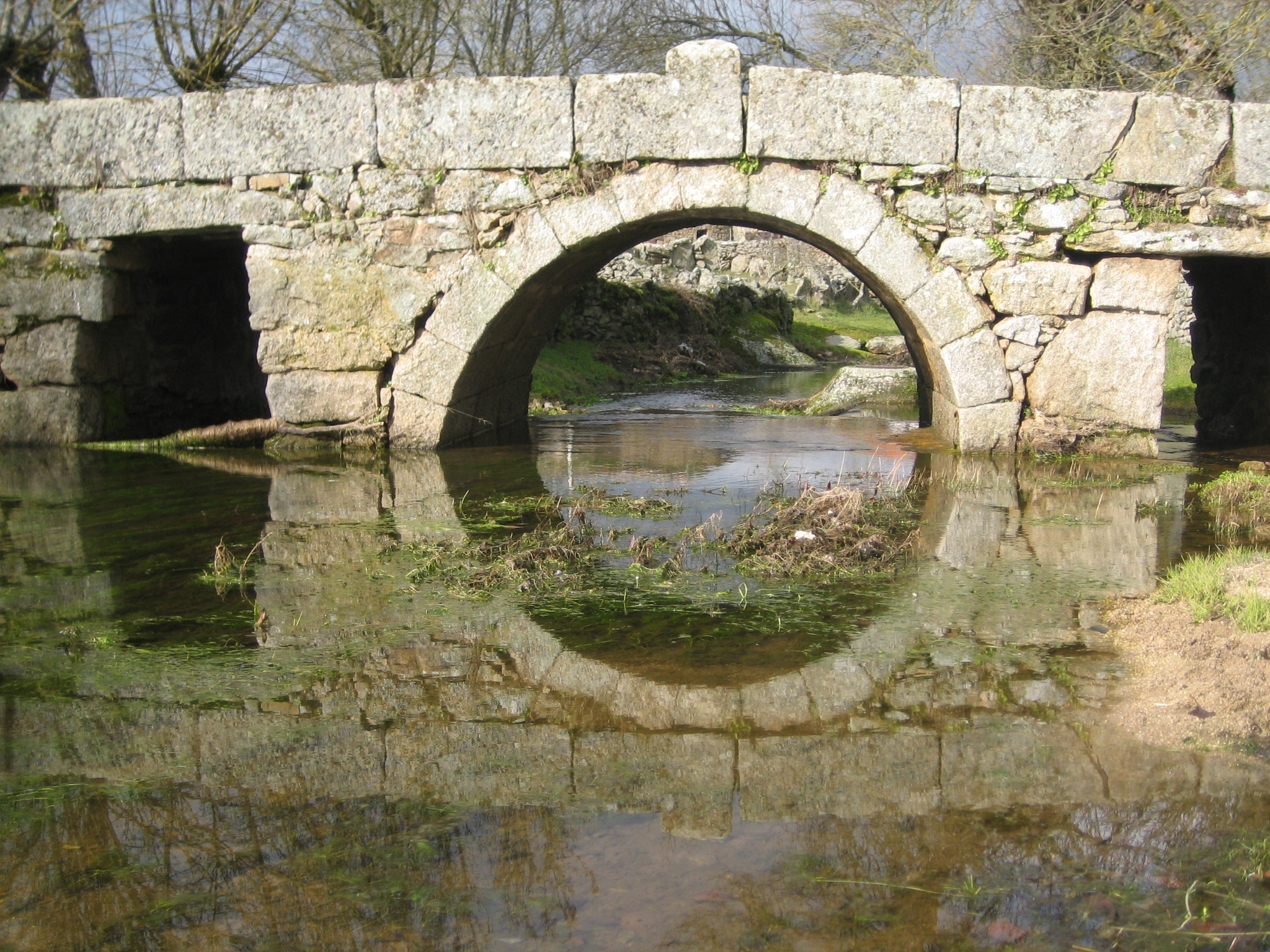
Puente romano sobre la ribera

- Puente de la época romana en la calle de la Iglesia.
- Curso de la ribera con pontones –pasos de piedra– y multitud de nidos de cigüeña.
- Las casas aún disponen de piedras agujereadas, que sobresalen de la fachada para sujetar parrales trepadores.

## Cultura

### Fiestas
La festividad principal es La Ascensión, que se celebra en mayo.

El día de Nuestra Señora del Castillo –a primeros de junio–, Fariza organiza una romería –conocida como «Romería de los Viriatos», o de «Los pendones»– junto con los demás pueblos cercanos, a los que Tudera también acude con su pendón.

## Topónimos
- La Torre
- La Casa de los Moros
- Peña la Pila
- Rita Lladre
- La Carva
- Narices de peña Lucía
- Los Picones
- La Madarra
- La Bayo
- El Genjo